# Сент-Мері (парафія)
Шаблон:StateAbbr_ 29°38′ пн. ш. 91°28′ зх. д. / 29.64° пн. ш. 91.47° зх. д.
Округ Сент-Мері (англ. St. Mary Parish) — округ (парафія) у штаті Луїзіана, США. Ідентифікатор округу 22101.

## Демографія
За даними перепису 
2000 року 
загальне населення округу становило 53500 осіб, зокрема міського населення було 43870, а сільського — 9630.
Серед мешканців округу чоловіків було 26063, а жінок — 27437. В окрузі було 19317 домогосподарств, 14090 родин, які мешкали в 21650 будинках.
Середній розмір родини становив 3,23.
Віковий розподіл населення поданий у таблиці:
| Стать    | До 15 років | 15-21 | 22-29 | 30-39 | 40-49 | 50-65 | 65-85 | Понад 85 |
| -------- | ----------- | ----- | ----- | ----- | ----- | ----- | ----- | -------- |
| Чоловіки | 6587        | 2876  | 2492  | 3757  | 3938  | 3978  | 2244  | 191      |
| Жінки    | 6416        | 2872  | 2457  | 4162  | 3928  | 4138  | 3063  | 401      |

## Суміжні округи
- Іберія — північ
- Сент-Мартін — схід
- Ассумпсьйон — південний схід
- Террбонн — південь

## Виноски
1. ↑  U.S. Decennial Census. United States Census Bureau. Процитовано 1 вересня 2014.
2. ↑  Historical Census Browser. University of Virginia Library. Архів оригіналу за 11 серпня 2012. Процитовано 1 вересня 2014.
3. ↑  Population of Counties by Decennial Census: 1900 to 1990. United States Census Bureau. Процитовано 1 вересня 2014.
4. ↑  Census 2000 PHC-T-4. Ranking Tables for Counties: 1990 and 2000 (PDF). United States Census Bureau. Процитовано 1 вересня 2014.
5. ↑  State & County QuickFacts. United States Census Bureau. Архів оригіналу за 27 серпня 2011. Процитовано 18 серпня 2013. [Архівовано 2011-08-27 у Wayback Machine.](англ.) Наведено за англійською вікіпедією.
6. ↑  American FactFinder. Бюро перепису населення США. Архів оригіналу за 26 лютого 2012. Процитовано 31 січня 2008. [Архівовано 2008-05-21 у Wayback Machine.]

| США | Це незавершена стаття з географії США. Ви можете допомогти проєкту, виправивши або дописавши її. |